# Iskra, Silistra
Iskra (în bulgară Искра, în română Aidogdu, în turcă Aydoğdu) este un sat în comuna Sitovo, regiunea Silistra, Dobrogea de Sud, Bulgaria. 
Între anii 1913-1940 a făcut parte din plasa Accadânlar a județului Durostor, România. Lângă localitate au mai existat două așezări (azi dispărute) numite Bâzârghian în timpul administrației românești, Miletich în bulgară și Papuccilar. 

## Demografie
Componența etnică a satului Iskra
     Turci (64,4%)
     Bulgari (1,99%)
     Romi (10,06%)
     Nicio identificare (23,54%)
La recensământul din 2011, populația satului Iskra era de 1.809 locuitori. Din punct de vedere etnic, majoritatea locuitorilor (64,4%) erau turci, existând și minorități de romi (10,06%) și bulgari (1,99%). Pentru 23,54% din locuitori nu este cunoscută apartenența etnică.

### Recensământul românesc din 1930
Componența etnică a comunei Aidogdu (județul Durostor)
     Români (12,69%)
     Bulgari (5,5%)
     Turci (76,16%)
     Romi (5,65%)
Componența confesională a comunei Aidogdu
     Ortodocși (18,2%)
     Musulmani (81,8%)
Conform recensământului efectuat în 1930, populația comunei Aidogdu se ridica la 654 locuitori. Majoritatea locuitorilor erau turci (76,16%), cu o minoritate de români (12,69%), una de bulgari (5,50%) și una de romi (5,65%). Din punct de vedere confesional, majoritatea locuitorilor erau musulmani (81,8%), dar existau și ortodocși (18,2%).